# Jussi du meilleur réalisateur
Le Jussi du meilleur réalisateur (finnois : Parhaan ohjauksen Jussi) est l'un des prix Jussi décernés par Filmiaura ry.  annuellement aux films finlandais.

## Lauréats en série
Mikko Niskanen a remporté six fois le prix Jussi du meilleur réalisateur. 
Mikko Niskanen est aussi la personne qui a le plus collectionné de prix Jussi dans les plus brefs délais: en 1962-1967, il a reçu quatre Jussi du meilleur réalisateur et un Jussi du meilleur rôle masculin.
Cinq prix prix Jussi du meilleur réalisateur ont été remportés par Aki Kaurismäki. 
Quatre prix prix Jussi du meilleur réalisateur ont été remportés par Risto Jarva, Matti Kassila et Rauni Mollberg, trois par Edvin Laine, Markku Pölönen, Olli Saarela et Valentin Vaala. 
Dix réalisateurs ont remporté le prix Jussi du meilleur réalisateur.

## Lauréats

### 1944–1999
| Année | Lauréat                                          | Film                                                  |
| ----- | ------------------------------------------------ | ----------------------------------------------------- |
| 1944  | Hannu Leminen                                    | Valkoiset ruusut                                      |
| 1945  | Valentin Vaala                                   | Dynamiittityttö, Linnaisten vihreä kamari             |
| 1946  | non décerné                                      | non décerné                                           |
| 1947  | Valentin Vaala                                   | Loviisa – Niskavuoren nuori emäntä                    |
| 1948  | Roland af Hällström                              | Pikajuna pohjoiseen                                   |
| 1949  | non décerné                                      | non décerné                                           |
| 1950  | Toivo Särkkä                                     | Katupeilin takana                                     |
| 1951  | Matti Kassila                                    | Radio tekee murron                                    |
| 1952  | Valentin Vaala                                   | Omena putoaa...                                       |
| 1953  | Edvin Laine                                      | Niskavuoren Heta                                      |
| 1954  | Matti Kassila                                    | Sininen viikko, Tyttö kuunsillalta                    |
| 1955  | Matti Kassila                                    | Isän vanha ja uusi, Hilmanpäivät                      |
| 1956  | Edvin Laine                                      | Soldat inconnu (Tuntematon sotilas)                   |
| 1957  | Matti Kassila                                    | Le Temps des moissons (Elokuu)                        |
| 1958  | non décerné                                      | non décerné                                           |
| 1959  | Jack Witikka                                     | Mies tältä tähdeltä                                   |
| 1960  | non décerné                                      | non décerné                                           |
| 1961  | non décerné                                      | non décerné                                           |
| 1962  | Maunu Kurkvaara                                  | Rakas...                                              |
| 1963  | Mikko Niskanen                                   | Pojat                                                 |
| 1964  | Mikko Niskanen                                   | Sissit                                                |
| 1965  | non décerné                                      | non décerné                                           |
| 1966  | Risto Jarva                                      | Onnenpeli                                             |
| 1967  | Mikko Niskanen                                   | Amour libre                                           |
| 1968  | Risto Jarva                                      | Työmiehen päiväkirja                                  |
| 1968  | Mikko Niskanen                                   | Une jeune fille finlandaise (Lapualaismorsian)        |
| 1969  | Edvin Laine                                      | Täällä Pohjantähden alla                              |
| 1969  | Jörn Donner                                      | Mustaa valkoisella                                    |
| 1969  | Timo Bergholm                                    | Punahilkka                                            |
| 1970  | Erkko Kivikoski                                  | Kesyttömät veljekset                                  |
| 1971  | Risto Jarva                                      | Bensaa suonissa                                       |
| 1972  | Mikko Niskanen                                   | Kahdeksan surmanluotia                                |
| 1973  | Erkko Kivikoski                                  | Laukaus tehtaalla                                     |
| 1973  | Rauni Mollberg                                   | Sotaerakko (téléfilm)                                 |
| 1973  | Veikko Kerttula                                  | Se tavallinen tarina (téléfilm)                       |
| 1974  | Rauni Mollberg                                   | Maa on syntinen laulu                                 |
| 1975  | Jaakko Pakkasvirta                               | Jouluksi kotiin                                       |
| 1975  | Veikko Kerttula                                  | Simpauttaja (téléfilm)                                |
| 1976  | non décerné                                      | non décerné                                           |
| 1977  | Heikki Partanen, Katariina Lahti, Riitta Rautoma | Antti Puuhaara                                        |
| 1978  | Risto Jarva                                      | L'Année du lièvre (Jäniksen vuosi)                    |
| 1978  | Rauni Mollberg                                   | Aika hyvä ihmiseksi                                   |
| 1979  | Timo Linnasalo                                   | Vartioitu kylä 1944                                   |
| 1980  | non décerné                                      | non décerné                                           |
| 1981  | Pirjo Honkasalo, Pekka Lehto                     | Cœur de feu (Tulipää)                                 |
| 1981  | Erkko Kivikoski                                  | Yö meren rannalla                                     |
| 1982  | Mikko Niskanen                                   | Ajolähtö                                              |
| 1983  | Mika Kaurismäki                                  | Arvottomat                                            |
| 1984  | Heikki Partanen                                  | Pessi ja Illusia                                      |
|       | Tapio Suominen                                   | Musta hurmio (téléfilm)                               |
| 1985  | Timo Humaloja                                    | Yksinpuhelu (téléfilm), 8. päivä (téléfilm)           |
| 1986  | Matti Ijäs                                       | Painija (téléfilm)                                    |
| 1986  | Rauni Mollberg                                   | Soldat inconnu (Tuntematon sotilas)                   |
| 1987  | non décerné                                      | non décerné                                           |
| 1988  | Åke Lindman                                      | Lumottu tie (téléfilm)                                |
| 1989  | Pekka Parikka                                    | Pohjanmaa                                             |
| 1990  | Pekka Parikka                                    | Talvisota                                             |
| 1991  | Aki Kaurismäki                                   | La Fille aux allumettes (Tulitikkutehtaan tyttö)      |
| 1992  | Mika Kaurismäki                                  | Zombie ja Kummitusjuna                                |
| 1993  | Aki Kaurismäki                                   | La Vie de bohème (film, 1992)                         |
| 1994  | Veikko Aaltonen                                  | Isä meidän                                            |
| 1995  | Aleksi Mäkelä (en)                               | Esa ja Vesa – auringonlaskun ratsastajat              |
| 1996  | Markku Pölönen                                   | Le Dernier Mariage (Kivenpyörittäjän kylä)            |
| 1997  | Aki Kaurismäki                                   | Au loin s'en vont les nuages (Kauas pilvet karkaavat) |
| 1998  | Olli Saarela                                     | Lunastus                                              |
| 1999  | Markku Pölönen                                   | Kuningasjätkä                                         |

### 2000–
| Année | Lauréat               | Film                                            | Autres nominations |
| ----- | --------------------- | ----------------------------------------------- | --- |
| 2000  | Olli Saarela          | Embuscade (Rukajärven tie)                      | - Aki Kaurismäki – Juha - Veikko Aaltonen – Rakkaudella, Maire - Matti Ijäs – Sokkotanssi |
| 2001  | Olli Saarela          | Bad Luck Love                                   | |
| 2002  | Jarmo Lampela         | Joki                                            | - Simo Halinen – Cyclomania - Markku Pölönen – Emmauksen tiellä |
| 2003  | Aki Kaurismäki        | L'Homme sans passé (Mies vailla menneisyyttä)   | - Jari Halonen – Aleksis Kiven elämä - Matti Ijäs – Haaveiden kehä |
| 2004  | Jarmo Lampela         | Eila                                            | - Johanna Vuoksenmaa – Nousukausi - Aleksi Mäkelä – Pahat pojat |
| 2005  | Markku Pölönen        | Koirankynnen leikkaaja                          | - Aleksi Salmenperä – Lapsia ja aikuisia - Aleksi Mäkelä – Vares – yksityisetsivä |
| 2006  | Aku Louhimies         | Paha maa                                        | - Dome Karukoski – Tyttö sinä olet tähti |
| 2007  | Aku Louhimies         | Valkoinen kaupunki                              | - Jouko Aaltonen – Kenen joukoissa seisot - Aki Kaurismäki – Les Lumières du faubourg (Laitakaupungin valot) |
| 2008  | Petri Kotwica         | Musta jää                                       | - Jukka-Pekka Siili – Ganes - Aleksi Salmenperä – Miehen työ |
| 2009  | Dome Karukoski        | Tummien perhosten koti                          | - Mika Kaurismäki – Kolme viisasta miestä - Kari Juusonen et Michael Hegner – Niko, le petit renne (Niko - Lentäjän poika) |
| 2010  | Klaus Härö            | Lettres au Père Jacob (Postia pappi Jaakobille) | - Dome Karukoski – Fruit défendu (Kielletty hedelmä) - Jukka-Pekka Valkeapää – Le Visiteur (Muukalainen) |
| 2011  | Dome Karukoski        | Very Cold Trip (Napapiirin sankarit)            | - Saara Cantell – Kohtaamisia - Juho Kuosmanen – Taulukauppiaat |
| 2012  | Aki Kaurismäki        | Le Havre                                        | - Zaida Bergroth – Hyvä poika - Taru Mäkelä – Varasto |
| 2013  | Maarit Lalli          | Demain, 18 ans (Kohta 18)                       | - Antti Jokinen – Purge (Puhdistus) - Aku Louhimies – Vuosaari |
| 2014  | Pirjo Honkasalo       | Betoniyö                                        | - Dome Karukoski – Heart of a Lion (Leijonasydän) - Aku Louhimies – 8-pallo |
| 2015  | Jukka-Pekka Valkeapää | He ovat paenneet                                | - Dome Karukoski – Mielensäpahoittaja - Antti Heikki Pesonen – Päin seinää |
| 2016  | Aleksi Salmenperä     | Häiriötekijä                                    | - Jörn Donner – Armi elää! - Jalmari Helander – Big Game |
| 2017  | Juho Kuosmanen        | Olli Mäki (Hymyilevä mies)                      | - Aleksi Salmenperä – Jättiläinen - Selma Vilhunen – Tyttö nimeltä Varpu |
| 2018  | Antti-Jussi Annila    | Ikitie                                          | - Aki Kaurismäki – L'Autre Côté de l'espoir (Toivon tuolla puolen) - Aku Louhimies – Unknown Soldier (Tuntematon sotilas) - Teemu Nikki – Armomurhaaja                                                                           |
| 2019  | Aleksi Salmenperä     | Tyhjiö                                          | - Tiina Lymi – Ilosia aikoja, Mielensäpahoittaja - Aleksi Salmenperä – Tyhjiö - Selma Vilhunen – Hölmö nuori sydän |
| 2020  | Miia Tervo            | Aurora                                          | - Elli Toivoniemi, Kirsikka Saari, Anna Paavilainen, Alli Haapasalo, Reetta Aalto, Jenni Toivoniemi et Miia Tervo – Tottumiskysymys - Jukka-Pekka Valkeapää – Les chiens ne portent pas de pantalon (Koirat eivät käytä housuja) |
| 2021  | Zaida Bergroth        | Tove                                            | - Hamy Ramezan – Any Day Now (Ensilumi) - Jenni Toivoniemi – Seurapeli |
| 2022  | Juho Kuosmanen        | Compartiment n° 6 (Hytti nro 6)                 | - Khadar Ayderus Ahmed – La Femme du fossoyeur (Guled & Nasra) - Hannaleena Hauru – Fucking with Nobody |